# Основной обмен
Основно́й обме́н — минимальное количество энергии, необходимое для обеспечения нормальной жизнедеятельности организма в стандартных условиях. Под стандартными условиями обычно подразумевают:
1. бодрствование,
2. утром,
3. натощак (после 12—16 часов голодания),
4. в лежачем положении,
5. в условиях психологического и эмоционального покоя,
6. температура комфорта (18—20 °C).

Интенсивность основного обмена у мужчин в среднем составляет 1 ккал/кг/ч, то есть за сутки на основной обмен расходуется 1700 ккал для мужчины весом 70 кг. Для женщин эта величина на 10 % меньше.
Величина основного обмена зависит от соотношения в организме процессов анаболизма и катаболизма.
Освобождаемая в ходе метаболизма тепловая энергия расходуется на поддержание постоянства температуры тела. Эта энергия также расходуется на процессы клеточного метаболизма, кровообращение, дыхание, выделение, поддержание температуры тела, функционирование жизненно важных нервных центров мозга, постоянную секрецию эндокринных желёз. Энергозатраты организма возрастают при физической и умственной работе, психоэмоциональном напряжении, после приёма пищи, при понижении температуры.

## Формулы для расчёта
| Пол | Возраст (лет) | Уравнение для расчёта (ккал/сутки) |
| --- | ------------- | ---------------------------------- |
| М   | 10—18         | 16,6 мт + 119Р + 572               |
| Ж   | 10—18         | 7,4 мт + 482Р + 217                |
| М   | 18—30         | 15,4 мт + 27Р + 717                |
| Ж   | 18—30         | 13,3 мт + 334Р + 35                |
| М   | 30—60         | 11,3 мт + 16Р + 901                |
| Ж   | 30—60         | 8,7 мт + 25Р + 865                 |
| М   | >60           | 8,8 мт + 1128Р — 1071              |
| Ж   | >60           | 9,2 мт + 637Р — 302                |

мт — масса тела (кг), Р — рост (м)